# Chemnitzer Fußballclub 2011-2012
Questa voce raccoglie le informazioni riguardanti il Chemnitzer Fußballclub nelle competizioni ufficiali della stagione 2011-2012.

## Stagione
Nella stagione 2011-2012 il Chemnitz, allenato da Gerd Schädlich, concluse il campionato di 3. Liga al 9º posto.

## Rosa
| N. |                     | Ruolo | Calciatore          |
| -- | ------------------- | ----- | ------------------- |
| 1  | Germania (bandiera) | P     | Philipp Pentke      |
| 2  | Germania (bandiera) | D     | Niklas Andersen     |
| 3  | Germania (bandiera) | D     | Silvio Bankert      |
| 4  | Germania (bandiera) | D     | Florian Hörnig      |
| 5  | Germania (bandiera) | D     | Toni Wachsmuth      |
| 6  | Germania (bandiera) | D     | René Gewelke        |
| 7  | Germania (bandiera) | C     | Ronny Garbuschewski |
| 8  | Germania (bandiera) | C     | Carsten Sträßer     |
| 9  | Germania (bandiera) | A     | Anton Fink          |
| 10 | Germania (bandiera) | A     | Benjamin Förster    |
| 11 | Turchia (bandiera)  | A     | Selim Aydemir       |
| 14 | Germania (bandiera) | D     | Thomas Birk         |
| 17 | Germania (bandiera) | C     | Matthias Peßolat    |

| N. |                      | Ruolo | Calciatore        |
| -- | -------------------- | ----- | ----------------- |
| 18 | Germania (bandiera)  | D     | Marcel Baude      |
| 18 | Germania (bandiera)  | A     | Bastian Henning   |
| 19 | Germania (bandiera)  | D     | Kevin Vietz       |
| 20 | Germania (bandiera)  | D     | Fabian Stenzel    |
| 21 | Germania (bandiera)  | D     | Marcel Wilke      |
| 23 | Germania (bandiera)  | C     | Marcel Schlosser  |
| 24 | Germania (bandiera)  | C     | Simon Tüting      |
| 25 | Germania (bandiera)  | D     | Raphael Schaschko |
| 28 | Germania (bandiera)  | D     | Andreas Richter   |
| 29 | Germania (bandiera)  | C     | Tim Hunger        |
| 30 | Germania (bandiera)  | P     | Stefan Schmidt    |
| 31 | Germania (bandiera)  | P     | Maik Ebersbach    |
| 33 | Rep. Ceca (bandiera) | A     | Pavel Dobrý       |

## Organigramma societario
Area tecnica
- Allenatore: Gerd Schädlich
- Allenatore in seconda: Torsten Bittermann, Kay-Uwe Jendrossek
- Preparatore dei portieri: Holger Hiemann
- Preparatori atletici:

## Calciomercato

### Sessione estiva
| Acquisti | Acquisti        | Acquisti       | Acquisti |
| R.       | Nome            | da             | Modalità |
| -------- | --------------- | -------------- | -------- |
| A        | Selim Aydemir   | Hallescher     |          |
| D        | Thomas Birk     | Erzgebirge Aue |          |
| P        | Maik Ebersbach  | Chemnitz II    |          |
| A        | Bastian Henning | Lubecca        |          |
| D        | Florian Hörnig  | Jahn Ratisbona |          |
| C        | Tim Hunger      | Chemnitz II    |          |
| D        | Toni Wachsmuth  | Paderborn      |          |

| Cessioni | Cessioni           | Cessioni          | Cessioni |
| R.       | Nome               | a                 | Modalità |
| -------- | ------------------ | ----------------- | -------- |
| C        | Christian Fröhlich | Heidenauer SV     |          |
| C        | Kevin Hampf        | VfB Auerbach      |          |
| D        | Chris Löwe         | Borussia Dortmund |          |

### Sessione invernale
| Acquisti | Acquisti   | Acquisti  | Acquisti |
| R.       | Nome       | da        | Modalità |
| -------- | ---------- | --------- | -------- |
| A        | Anton Fink | Karlsruhe |          |

| Cessioni | Cessioni      | Cessioni           | Cessioni |
| R.       | Nome          | a                  | Modalità |
| -------- | ------------- | ------------------ | -------- |
| D        | René Trehkopf | Energie Cottbus II |          |

## Risultati

### 3. Liga

#### Girone di andata
| Arbitro: | Leicher |

|           |           |             |
| Fuchs 40’ | Marcatori | 44’ Richter |

| Arbitro: | Kempter |

|                  |           |                 |
| Garbuschewski 2’ | Marcatori | 1’, 17’ Siegert |

| Arbitro: | Beitinger |

|                                    |           |                              |
| Essig 5’ Schnatterer 35’ Spann 55’ | Marcatori | 11’ Tüting 80’ Garbuschewski |

| Arbitro: | Schmidt |

|                              |           |  |
| Tüting 30’ Garbuschewski 86’ | Marcatori |  |

| Arbitro: | Göpferich |

|                                       |           |  |
| Thiel 6’ Tunjić 82’ Niederlechner 88’ | Marcatori |  |

| Arbitro: | Welz |

|                    |           |                                  |
| Richter 80’ (rig.) | Marcatori | 55’ Danneberg 84’ Ulm 87’ Löning |

| Arbitro: | Kampka |

|             |           |  |
| Aydemir 79’ | Marcatori |  |

| Arbitro: | Drees |

|           |           |                    |
| Hähnge 6’ | Marcatori | 9’ Wilke 17’ Dobrý |

| Arbitro: | Kunzmann |

|                              |           |              |
| Rudolph 48’ (aut.) Wilke 61’ | Marcatori | 5’ Kauffmann |

| Arbitro: | Valentin |

|  |           |                            |
|  | Marcatori | 4’ Garbuschewski 72’ Wilke |

| Arbitro: | Sönder |

|           |           |             |
| Wilke 14’ | Marcatori | 15’ Hemlein |

| Arbitro: | Hartmann |

|            |           |  |
| Wegkamp 1’ | Marcatori |  |

| Arbitro: | Gerach |

|  |           |            |
|  | Marcatori | 54’ Haller |

| Arbitro: | Steinberg |

|                      |           |           |
| Hübner 41’ Latza 75’ | Marcatori | 61’ Wilke |

| Arbitro: | Jablonski |

|              |           |          |
| Wachsmuth 9’ | Marcatori | 56’ Rahn |

| Arbitro: | Alt |

|                             |           |  |
| Wohlfarth 51’ Burkhardt 90’ | Marcatori |  |

| Arbitro: | Siebert |

|  |           |                                                   |
|  | Marcatori | 30’ Philp 57’ (aut.) Wachsmuth 80’ Schweinsteiger |

| Erfurt 25 novembre 2011, ore 19:40 CET 18ª giornata | Rot-Weiß Erfurt | 0 – 0 referto | Chemnitz | Steigerwaldstadion (9 611 spett.)\| Arbitro: \| Christ \| |
| Arbitro:                                            | Christ          |               |          |                                                           |

| Arbitro: | Rohde |

|                               |           |              |
| Garbuschewski 59’ Förster 64’ | Marcatori | 51’ Mokhtari |

#### Girone di ritorno
| Arbitro: | Steinberg |

|               |           |  |
| Wachsmuth 81’ | Marcatori |  |

| Arbitro: | Beitinger |

|                       |           |                  |
| Kühne 24’, 62’ (rig.) | Marcatori | 75’, 90’ Henning |

| Arbitro: | Seidel |

|                                               |           |  |
| Dobrý 6’ Garbuschewski 55’ (rig.) Förster 62’ | Marcatori |  |

| Arbitro: | Fischer |

|  |           |                     |
|  | Marcatori | 23’ (aut.) Husterer |

| Arbitro: | Blos |

|                                               |           |          |
| Fink 5’, 49’, 84’ Dobrý 25’ Garbuschewski 63’ | Marcatori | 81’ Thee |

| Arbitro: | Steinberg |

|  |           |                                |
|  | Marcatori | 45’ Dobrý 83’ Peßolat 90’ Fink |

| Arbitro: | Dankert |

|                      |           |                     |
| Willers 2’ Džaka 69’ | Marcatori | 41’ Tüting 62’ Fink |

| Arbitro: | Hartmann |

|          |           |              |
| Fink 45’ | Marcatori | 76’ Pichinot |

| Potsdam 3 marzo 2012, ore 14:00 CET 28ª giornata | Babelsberg | 0 – 0 referto | Chemnitz | Stadio Karl Liebknecht (3 230 spett.)\| Arbitro: \| Blos \| |
| Arbitro:                                         | Blos       |               |          |                                                             |

| Arbitro: | Steinhaus-Webb |

|                    |           |  |
| Tüting 2’ Fink 28’ | Marcatori |  |

| Arbitro: | Helwig |

|  |           |          |
|  | Marcatori | 74’ Fink |

| Arbitro: | Steuer |

|                          |           |           |
| Tüting 53’ Fink 61’, 68’ | Marcatori | 20’ Costa |

| Arbitro: | Göpferich |

|  |           |                        |
|  | Marcatori | 18’ Tüting 90’ Peßolat |

| Chemnitz 8 aprile 2012, ore 14:00 CEST 33ª giornata | Chemnitz | 0 – 0 referto | Darmstadt | Stadion an der Gellertstraße (8 300 spett.)\| Arbitro: \| Siewer \| |
| Arbitro:                                            | Siewer   |               |           |                                                                     |

| Arbitro: | Stein |

|                                   |           |                   |
| Agyemang 50’ Hornig 76’ Hille 78’ | Marcatori | 15’ Garbuschewski |

| Arbitro: | Seidel |

|            |           |                |
| Tüting 70’ | Marcatori | 65’ Ledgerwood |

| Arbitro: | Kempter |

|            |           |  |
| Müller 62’ | Marcatori |  |

| Arbitro: | Stegemann |

|  |           |                          |
|  | Marcatori | 2’ Drexler 16’ Reichwein |

| Arbitro: | Schmidt |

|                                   |           |  |
| Senesie 44’ Mokhtari 61’ Holz 76’ | Marcatori |  |

## Statistiche

### Statistiche di squadra
| Competizione | Punti | In casa | In casa | In casa | In casa | In casa | In casa | In trasferta | In trasferta | In trasferta | In trasferta | In trasferta | In trasferta | Totale | Totale | Totale | Totale | Totale | Totale | DR |
| Competizione | Punti | G       | V       | N       | P       | Gf      | Gs      | G            | V            | N            | P            | Gf           | Gs           | G      | V      | N      | P      | Gf     | Gs     | DR |
| ------------ | ----- | ------- | ------- | ------- | ------- | ------- | ------- | ------------ | ------------ | ------------ | ------------ | ------------ | ------------ | ------ | ------ | ------ | ------ | ------ | ------ | -- |
| 3. Liga      | 55    | 19      | 9       | 5       | 5       | 27      | 19      | 19           | 6            | 5            | 8            | 20           | 24           | 38     | 15     | 10     | 13     | 47     | 43     | +4 |
| Totale       | 55    | 19      | 9       | 5       | 5       | 27      | 19      | 19           | 6            | 5            | 8            | 20           | 24           | 38     | 15     | 10     | 13     | 47     | 43     | +4 |

### Andamento in campionato
| Giornata  | 1 | 2  | 3  | 4  | 5  | 6  | 7  | 8  | 9  | 10 | 11 | 12 | 13 | 14 | 15 | 16 | 17 | 18 | 19 | 20 | 21 | 22 | 23 | 24 | 25 | 26 | 27 | 28 | 29 | 30 | 31 | 32 | 33 | 34 | 35 | 36 | 37 | 38 |
| --------- | - | -- | -- | -- | -- | -- | -- | -- | -- | -- | -- | -- | -- | -- | -- | -- | -- | -- | -- | -- | -- | -- | -- | -- | -- | -- | -- | -- | -- | -- | -- | -- | -- | -- | -- | -- | -- | -- |
| Luogo     | T | C  | T  | C  | T  | C  | C  | T  | C  | T  | C  | T  | C  | T  | C  | T  | C  | T  | C  | C  | T  | C  | T  | C  | T  | T  | C  | T  | C  | T  | C  | T  | C  | T  | C  | T  | C  | T  |
| Risultato | N | P  | P  | V  | P  | P  | V  | V  | V  | V  | N  | P  | P  | P  | N  | P  | P  | N  | V  | V  | N  | V  | V  | V  | V  | N  | N  | N  | V  | V  | V  | V  | N  | P  | N  | P  | P  | P  |
| Posizione | 8 | 15 | 16 | 14 | 16 | 16 | 16 | 14 | 10 | 9  | 9  | 9  | 13 | 14 | 14 | 16 | 16 | 17 | 17 | 17 | 16 | 12 | 11 | 8  | 6  | 5  | 6  | 6  | 7  | 5  | 3  | 3  | 3  | 3  | 3  | 5  | 7  | 9  |

Legenda:

Luogo: C = Casa; T = Trasferta. Risultato: V = Vittoria; N = Pareggio; P = Sconfitta.

### Statistiche dei giocatori
| N. Andersen      | 3  | 0  | 0 | 0 |
| S. Aydemir       | 28 | 1  | 4 | 0 |
| S. Bankert       | 27 | 0  | 5 | 1 |
| M. Baude         | 1  | 0  | 0 | 0 |
| T. Birk          | 30 | 0  | 9 | 0 |
| P. Dobrý         | 35 | 4  | 2 | 0 |
| M. Ebersbach     | 0  | 0  | 0 | 0 |
| A. Fink          | 17 | 10 | 1 | 0 |
| B. Förster       | 22 | 2  | 4 | 0 |
| R. Garbuschewski | 38 | 8  | 4 | 0 |
| R. Gewelke       | 0  | 0  | 0 | 0 |
| B. Henning       | 18 | 2  | 0 | 0 |
| T. Hunger        | 0  | 0  | 0 | 0 |
| F. Hörnig        | 23 | 0  | 6 | 0 |
| P. Pentke        | 38 | 0  | 1 | 0 |
| M. Peßolat       | 24 | 2  | 1 | 0 |
| A. Richter       | 7  | 2  | 0 | 0 |
| R. Schaschko     | 15 | 0  | 2 | 0 |
| M. Schlosser     | 32 | 0  | 5 | 0 |
| S. Schmidt       | 0  | 0  | 0 | 0 |
| F. Stenzel       | 28 | 0  | 7 | 1 |
| C. Sträßer       | 34 | 0  | 7 | 0 |
| R. Trehkopf      | 8  | 0  | 1 | 0 |
| S. Tüting        | 37 | 7  | 4 | 0 |
| K. Vietz         | 0  | 0  | 0 | 0 |
| T. Wachsmuth     | 35 | 2  | 9 | 0 |
| M. Wilke         | 22 | 5  | 2 | 0 |